# 최선아 (배우)
최선아(본명: 최효선, 1962년 9월 28일 ~)는 제22회 백상예술대상을 수상한 배우이다. 그의 남편은 이원익 무예가이다.